# Dæmon
En dæmon er en særlig ånd eller guddommelig magt.
På græsk betyder ordet δαίμων (daímōn) beskyttende ånd, og på latin betyder ordet daemōn vejledende eller beskyttende ånd. På moderne dansk betegner en dæmon især en ond ånd eller magt.
Som dæmoni betegnes tilstande eller handlinger, der antages at udspringe af dæmoners påvirkning. Ordet bruges desuden nærmest synonymt med djævelskhed eller slet og ret ondskab. Dæmoni har haft en betydelig plads i den folkelige kristendom, hvor alt uforklarligt eller tilsyneladende ondsindet blev tilskrevet indvirken fra dæmoner. De voldsomme hekseprocesser og inkvisitionen byggede ligeledes på en hårdnakket tro på dæmoner.

## Græsk og romersk mytologi og filosofi
En dæmon er hos Homer og andre grækere en guddom eller dennes natur og magt. Særligt bruges det om væsener af lavere rang, fx halvguder, heroernes sjæle og mindre, lokale naturguddomme.
Efter Platon kom den folkelige opfattelse til udtryk, at hvert menneske har tilknyttet en særskilt dæmon, der fungerer som et "dobbeltvæsen" eller en skytsånd. Sokrates havde en daimónion, der advarede ham mod at gøre bestemte ting. Ellers opfattes dæmonen som den ånd, der har bosat sig i et menneske og udgør dets sjæl, medens visse rationaliserende bevægelser som stoikerne indvendte, at denne daimon ikke var et selvstændigt åndsvæsen, men i stedet det guddommelige og fornuftige i ethvert menneske.

## Jødisk kristen opfattelse
Siden bruges daimon især om lavere, ondsindede væsener, og det er i denne betydning, at ordet er kommet ind i dansk. Sådanne lavere guddomme og ånder forekommer med skiftende hyppighed og betydning i stort set al folketro og traditionel religion. I nordisk mytologi kender vi fx vætterne. Ifølge den jødisk-kristne teologi er dæmoner faldne engle, som Satan drog med sig i sit fald.